# 韩国年度成语
年度成语（韩语：／ olhaeui sajaseong-eo）是韓國《教授新聞》從2001年前開始，每年年底都會選定一則足以代表當年韓國社會的「四字成語」。四字成語的選擇方式分了三個階段。
第一階段，由四十名教授構成「四字成語推薦委員會」，每位教授提出兩個推薦成語。而推薦委員會是以教授新聞的執筆群（論說、編輯、書評委員）所組成，並且考量到學科專業、世代別，以及地區別之下，以適當的比例之下組成。在收集完推薦名單的一週之後，先去除掉出處不明的四字成語，留下28個進入候選名單。
第二階段，將推薦委員會所提出的28個候選名單，交由給30名的「事前調查團」教授，進行二次的前期調查，排出其心目中的一、二、三順位。二次審查的組成，是由新聞教授執筆群以及名譽教授組成，同樣也按照專業、世代、性別來分配。而事前調查的結果，將交由「諮詢委員團」來審議。「諮詢委員團」的資格是，曾在「四字成語推薦委員會」活動兩年以上的教授所組成。由諮詢委員團，參照事前調查名單，選出最後五個候選名單。
而第三階段的最終調查，以電話與線上調查方式來進行。電話詢問（包括電子郵件），是針對教授新聞的執筆群，日刊新聞雜誌的專欄作家，主要大學校長，各教授協議會會長，教務企劃處長等主要職位的教授與大學院長，大學週刊的教授、退休的元老教授與名譽教授等來實施。

## 歷年代表成語
| 年份 | 年度四字成語 （12月公布） | 諺文     | 希望的四字成語 （1月1日投票） |
| ---- | ------------------------- | -------- | ----------------------------- |
| 2001 | 五里霧中                  | 오리무중 |                               |
| 2002 | 離合集散                  | 이합집산 |                               |
| 2003 | 右往左往                  | 우왕좌왕 |                               |
| 2004 | 黨同伐異                  | 당동벌이 |                               |
| 2005 | 上火下澤                  | 상화하택 |                               |
| 2006 | 密雲不雨                  | 밀운불우 | 약팽소선（若烹小鮮）          |
| 2007 | 自欺欺人                  | 자가가인 | 반구저기（反求諸己）          |
| 2008 | 護疾忌醫                  | 호질기의 | 광풍제월（光風霽月）          |
| 2009 | 旁歧曲逕                  | 방기곡경 | 화이부동（和而不同）          |
| 2010 | 藏頭露尾                  | 장두노미 | 강구연월（康衢煙月）          |
| 2011 | 掩耳盜鐘                  | 엄이도종 | 민귀군경（民貴君輕）          |
| 2012 | 舉世皆濁                  | 거세개탁 | 파사현정（破邪顯正）          |
| 2013 | 倒行逆施                  | 도헹역시 | 제구포신（除舊布新）          |
| 2014 | 指鹿為馬                  | 지록위마 | 전미개오（轉迷開悟）          |
| 2015 | 昏庸無道                  | 혼용무도 | 정본청원（正本清源）          |
| 2016 | 君舟民水                  | 군주민수 | 곶 됴코 여름 하나니           |
| 2017 | 破邪顯正                  | 파사현정 |                               |
| 2018 | 任重道遠                  | 임중도원 |                               |
| 2019 | 共命之鳥                  | 공명지조 |                               |
| 2020 | 我是他非                  | 아시타비 |                               |
| 2021 | 貓鼠同處                  | 묘서동처 |                               |
| 2022 | 過而不改                  | 과이불개 |                               |
| 2023 | 見利忘義                  | 견리망의 |                               |
| 2024 | 跳梁跋扈                  | 도량발호 |                               |